# Cédric Pemba-Marine
Cédric Pemba-Marine, né le 16 décembre 1983 dans les Hauts-de-Seine, est un homme politique français d'origine martiniquaise et maire du Port-Marly (2020-2026) sous les couleurs du MoDem dans les Yvelines, succédant à Marcelle Gorgues.

## Biographie
Fils de Rita Marine et petit-fils d'Armand Marine et Madeleine Ventadour, originaires du Gros-Morne (Martinique), Cédric Pemba-Marine s’est engagé en politique à l'approche de l'élection présidentielle de 2007. Il devient conseiller municipal dès 2008, à l'âge de 24 ans et se voit confier une délégation aux sports pour mener à bien les projets d'équipement et de redynamisation de la politique sportive sur la commune du Port-Marly. Il est ensuite nommé adjoint délégué à l'éducation et à la jeunesse. Cadre supérieur de la fonction publique de l'État depuis 2009, il est centriste avant tout, et a sa carte au Modem. Détaché auprès du parlementaire Bruno Millienne à partir de 2017, il remporte les élections municipales de 2020,, succédant à Marcelle Gorgues, qui avait décidé de ne pas se représenter après 16 ans de mandat à la tête du Port-Marly. Agé de 36 ans, il compte alors parmi les plus jeunes maires du département.
En 2021, il se présente en tant que candidat suppléant aux élections départementales et remplace Éric Dumoulin, son binôme devenu sénateur à l'automne 2024. Il siège ainsi au Conseil départemental des Yvelines à compter du 24 octobre de la même année. 